# Poupée en papier
Des poupées en papier sont des images de personnes, d'animaux ou d'objets, découpées dans du papier classique ou cartonné, auxquelles on peut attacher des vêtements, également en papier, grâce à des rabats,. Pendant près de deux cents ans, les poupées en papier ont servi de jouets peu onéreux pour les enfants. Désormais, beaucoup d'artistes transforment ces objets en œuvres d'art.

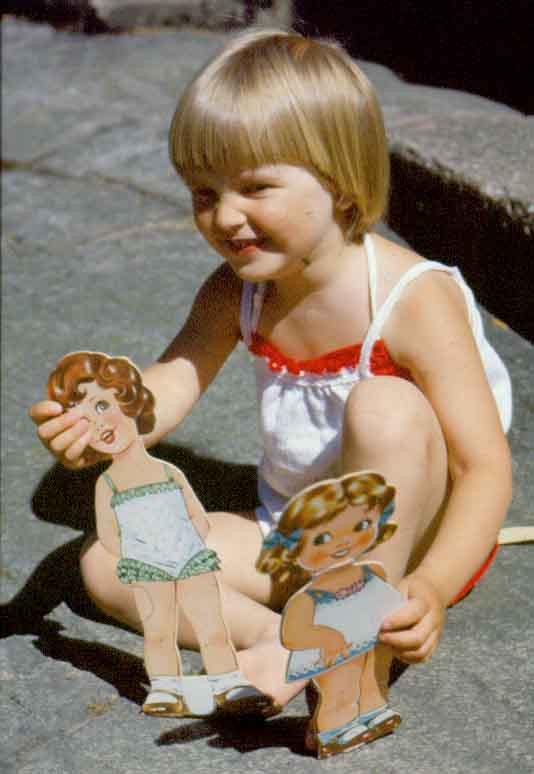
Une enfant jouant avec des poupées en papier.

Les poupées en papier ont servi de support publicitaire, publiées dans des magazines ou des journaux et correspondaient à maints sujets selon différentes époques. Au fil du temps, elles ont pu contribuer à relayer des stéréotypes culturels sur l'apparence féminine.
À la fin du XXe siècle, ces images deviennent des objets de collection très recherchés, d'autant que les exemplaires d'époque se raréfient en raison de la fragilité du matériau. Des fabricants produisent encore des poupées en papier de nos jours.
Certaines images plates en plastique sont assimilées aux poupées en papier, comme les colorforms (en) et les Flatsy dolls (en), mais il s'agit de simples succédanés : elles ne correspondent pas aux canons esthétiques en la matière. Il existe également des versions aimantées des poupées de papier.
Les poupées en papier connaissent un regain de faveur auprès des jeunes enfants lorsqu'elles représentent des personnages populaires ou des célébrités. Des variantes numériques ont émergé avec succès.

## Histoire

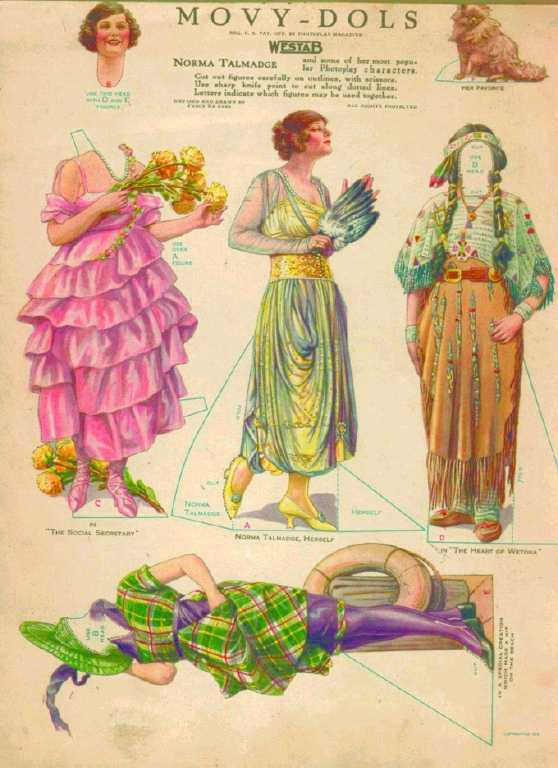
Illustration parue dans un magazine en 1919 : poupée en papier à l'effigie de l'actrice Norma Talmadge et certains de ses costumes de tournage.

Les poupées en papier sont aussi anciennes que le papier lui-même. Selon certaines estimations, elles existent depuis des centaines, voire des milliers d'années. Dans les siècles passés, certaines cultures asiatiques pratiquaient des rituels religieux et des cérémonies au cours desquels on collait des visages ou d'autres représentations sur du papier. Les Japonais se servaient du papier pour les origami, les pliages artistiques et, à partir de 800, ces pliages prenaient parfois la forme d'un kimono. Les Balinais, depuis l'Antiquité, ont employé le papier et le cuir pour en faire des marionnettes. D'autres cultures dans le monde se sont servies du papier pour réaliser des objets d'art, par exemple en Pologne avec les Wycinanki (en). Néanmoins, ces images ne correspondent pas à la définition actuelle des poupées de papier : en effet, il n'existait pas de vêtements découpés pour habiller ces images.
En Europe, et notamment en France, les premières poupées en papier deviennent populaires à partir du milieu du XVIIIe siècle. La plus ancienne poupée en papier cartonnée connue est détenue par le Germanisches Nationalmuseum. Imprimée vers 1650 en Allemagne du Sud, elle représente deux personnages féminins associés à un vaste lot de robes, de chapeaux, de coiffures et d'accessoires. Ces personnages, découpés ensemble sur la même feuille, étaient appelés pantins : il s'agit de marionnettes. Elles servaient à divertir un public adulte et se sont diffusées dans les classes sociales dirigeantes. Elles étaient dessinées ou peintes, chacune offrant une apparence distincte. Leur conception se rapproche des poupées en papier contemporaines en Occident. Certains musées proposent des collections d'images en papier remontant à la fin des années 1780.
La première poupée en papier fabriquée en usine était « Little Fanny », produite par S&J Fuller à Londres en 1810.
En 1812, J. Belcher publie The History and Adventures of Little Henry, le premier livre-jouet américain comportant des poupées en papier. Des enfants miment des scènes avec les personnages proposés.
Le principal producteur américain de poupées en papier, McLoughlin Brothers (en), est fondé au début des années 1800, puis acquis par Milton Bradley dans les années 1920. C'est à cette époque que les poupées en papier deviennent populaires pendant plusieurs décennies aux États-Unis. Entre le milieu du XIXe siècle et le milieu du XXe siècle, la production de poupées en papier augmente, en partie grâce aux progrès technologiques qui permettent d'imprimer à moindres frais.

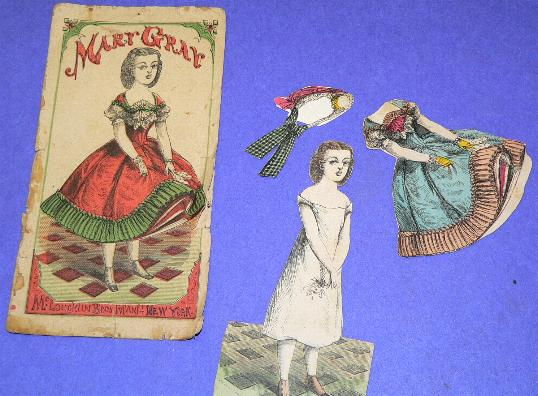
Poupée en papier avec ses vêtements.

Des maisons d'édition, à leur tour, produisent ces objets, par exemple Lowe, Whitman Publishing, Saalfield Publishing (en) et Bobbs-Merrill Company (en). Aux États-Unis, les premières poupées en papier représentent des célébrités du cinéma ou d'autres domaines. De nos jours, des fabricants proposent toujours des poupées en papier, comme Whitman and Golden Co.
Outre les personnalités du cinéma, les poupées en papier tendent à représenter des personnes appartenant au secteur du divertissement. Les femmes investissant de plus en plus le marché du travail au vingtième siècle, les fabricants proposent les poupées correspondant à leurs activités professionnelles. Cette évolution répond à l'influence du mouvement pour les droits des femmes, au milieu du XXe siècle. Les poupées montrent aussi souvent des mariées.
Les anciennes poupées en papier, peintes à la main, se raréfient de plus en plus en raison de la fragilité du matériau. Elles attirent des collectionneurs ; un exemplaire en bon état, non découpé, se négocie entre 100$ et 500$ pour un modèle recherché.
Chaque année, aux États-Unis, des centaines de personnes participent à une convention de collectionneurs, par exemple à l'été 2016 à Phoenix en Arizona.